# Alaena rollei
Alaena rollei är en fjärilsart som beskrevs av Suffert 1904. Alaena rollei ingår i släktet Alaena och familjen juvelvingar. Inga underarter finns listade i Catalogue of Life.